# Muzeum Regionalne im. Zygmunta Krasińskiego w Złotym Potoku
Muzeum Regionalne im. Zygmunta Krasińskiego w Złotym Potoku – muzeum regionalne otwarte w 2008 w dworku Krasińskich z inicjatywy władz gminy. Nowo powstała placówka podlega bezpośrednio UG w Janowie oraz Ministrowi Kultury i Dziedzictwa Narodowego.

## Historia
Po wojnie w dworku Krasińskich mieszkali m.in. nauczyciele Technikum Rolniczego, które działało w sąsiednim pałacu Raczyńskich. Następnie istniało tu Muzeum Biograficzne im. Zygmunta Krasińskiego, będące jednym z oddziałów Muzeum Częstochowskiego (1985–2007).

Po 2007 obiekt był w dość złym stanie, co niepokoiło władze gminy Janów. Jednak z prawnego punktu widzenia nie mogły wydawać pieniędzy na remont zabytku. Ostatecznie Muzeum Częstochowskie zwróciło dworek skarbowi państwa, a ten przekazał go w użytkowanie samorządowi terytorialnemu (2007). Następnie gmina wyremontowała dworek i otworzyła w nim muzeum regionalne.

## Eksponaty muzeum

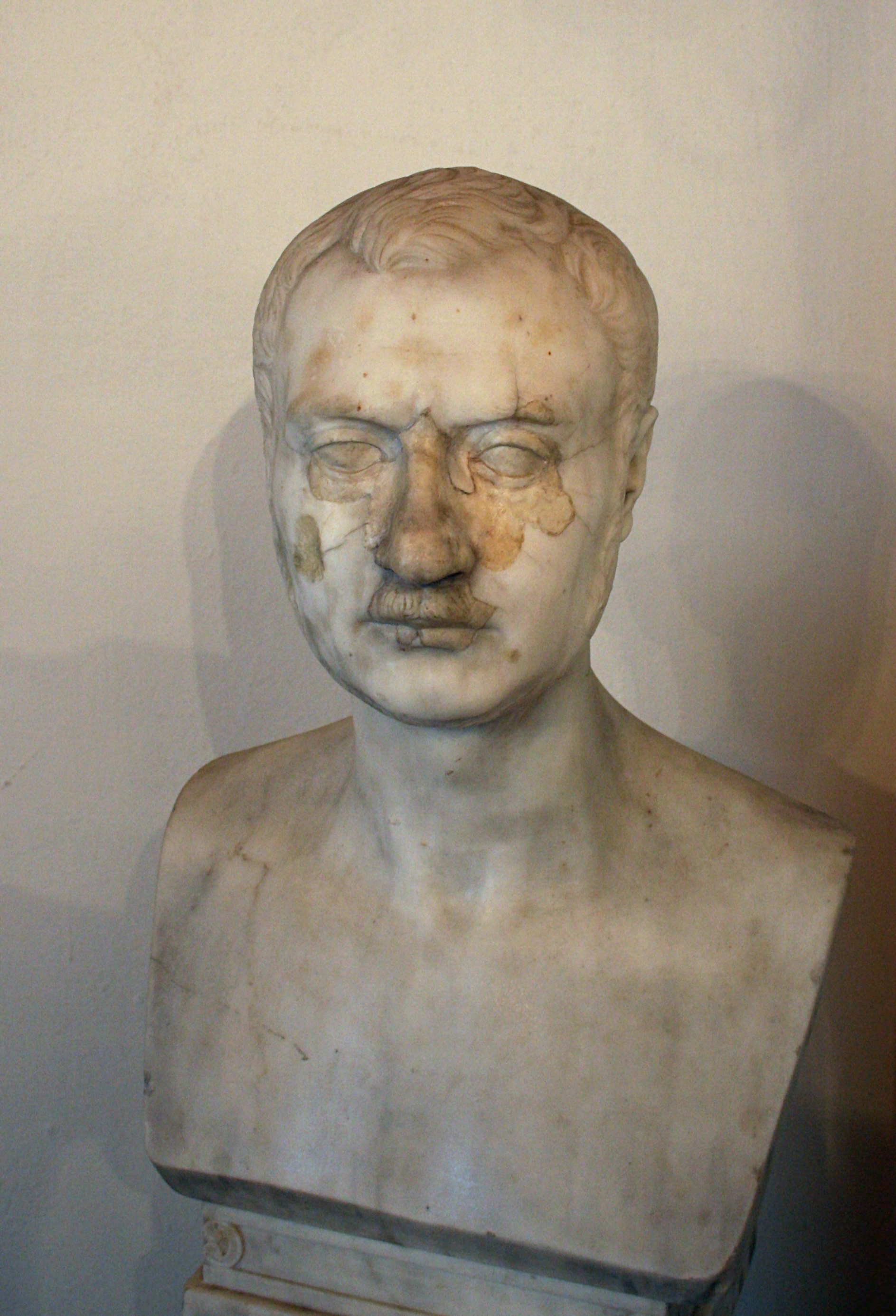
Popiersie Zygmunta Krasińskiego
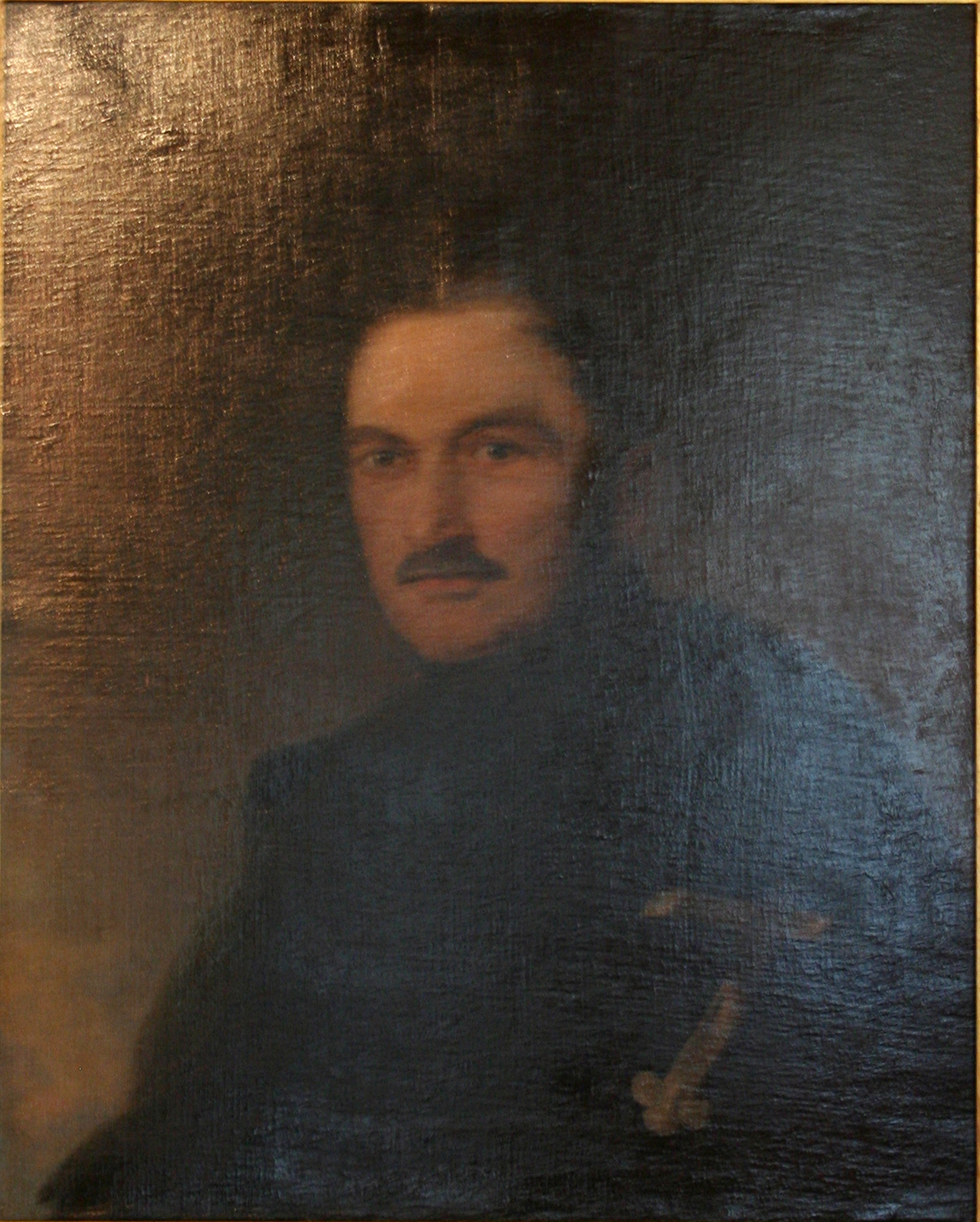
Portret Wincentego Krasińskiego
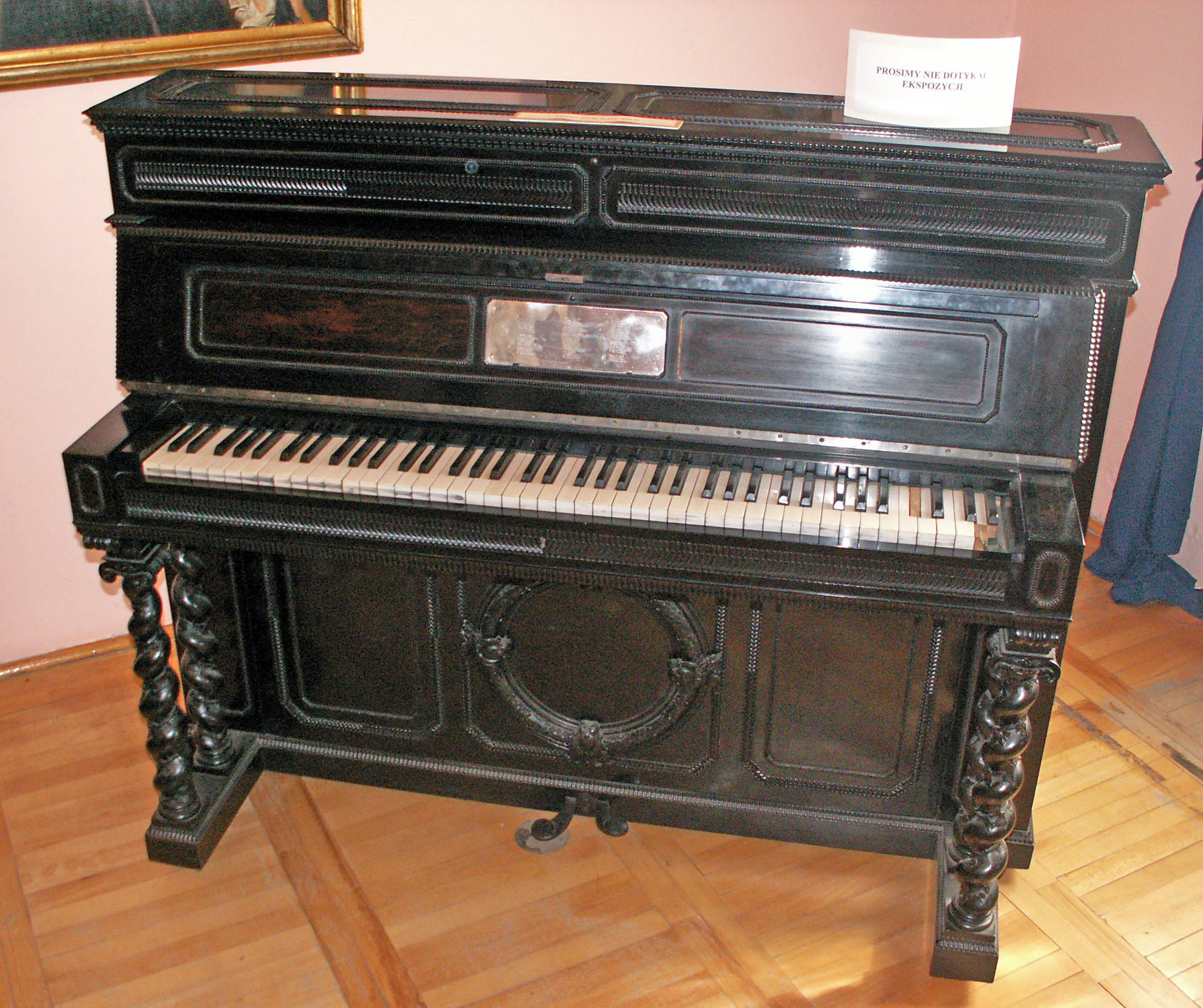
Pianino marki Érard, na którym grał Fryderyk Chopin, znajdujące się w Muzeum
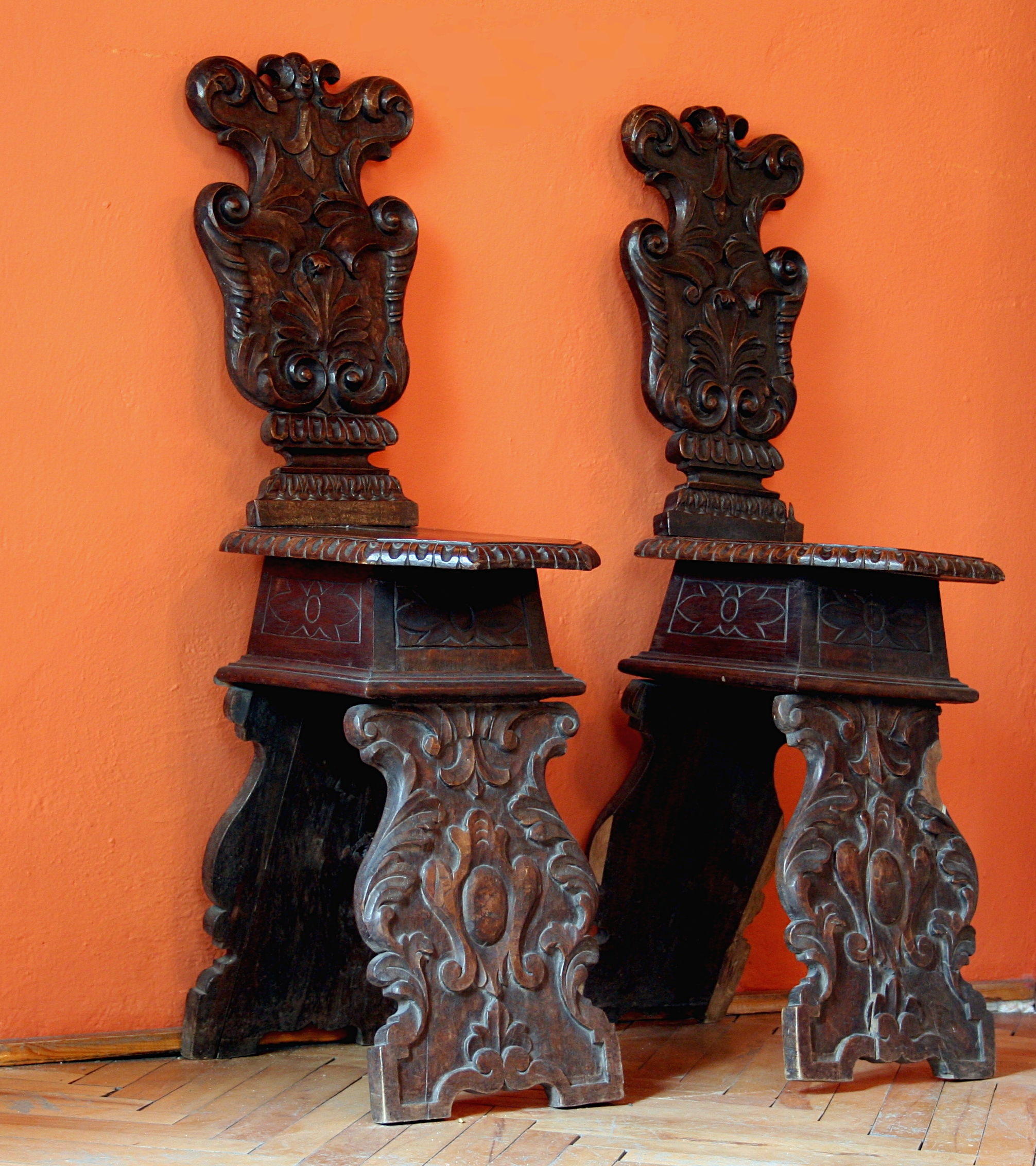
Zydle sgabello
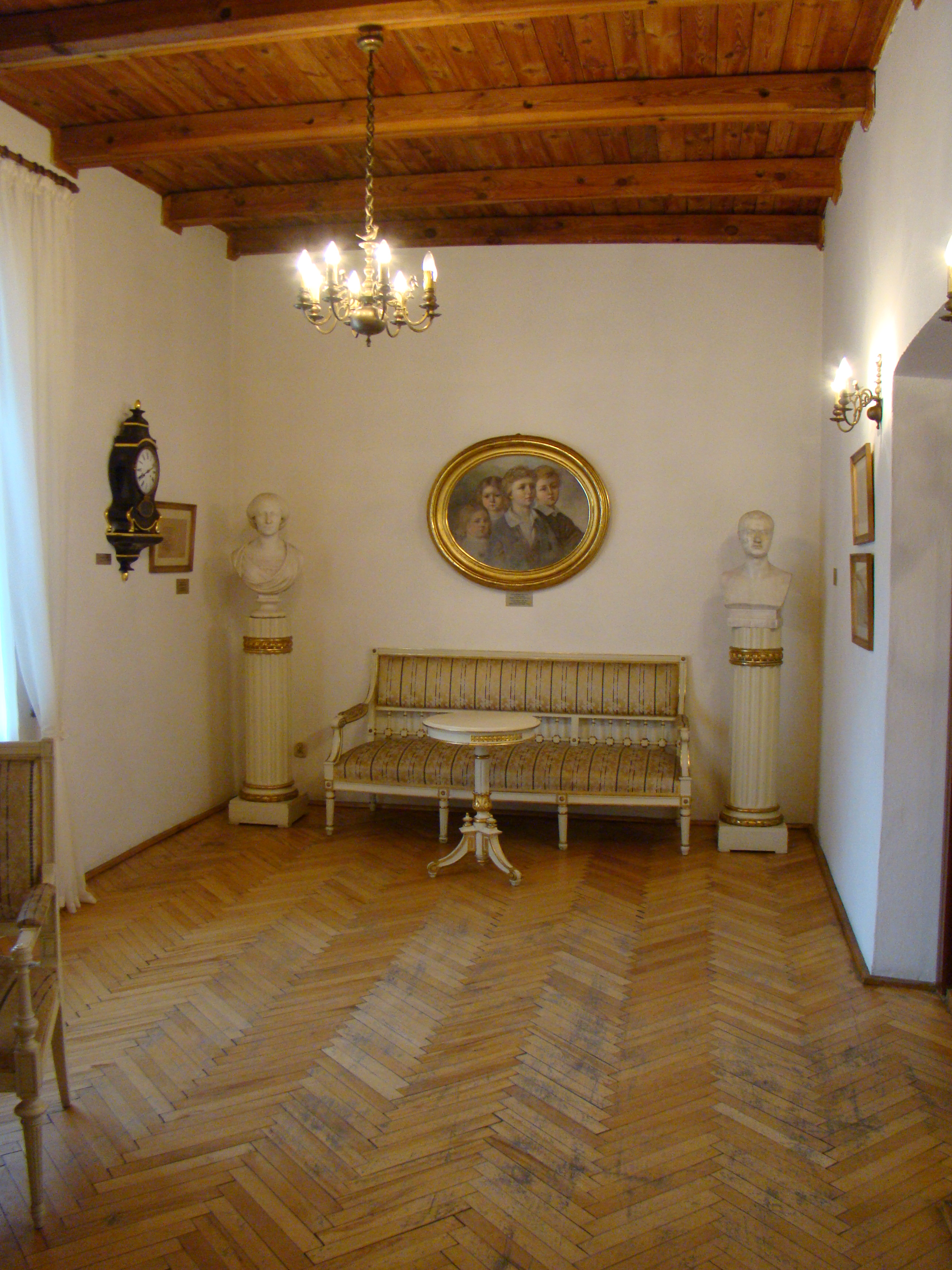
Wnętrze dworku
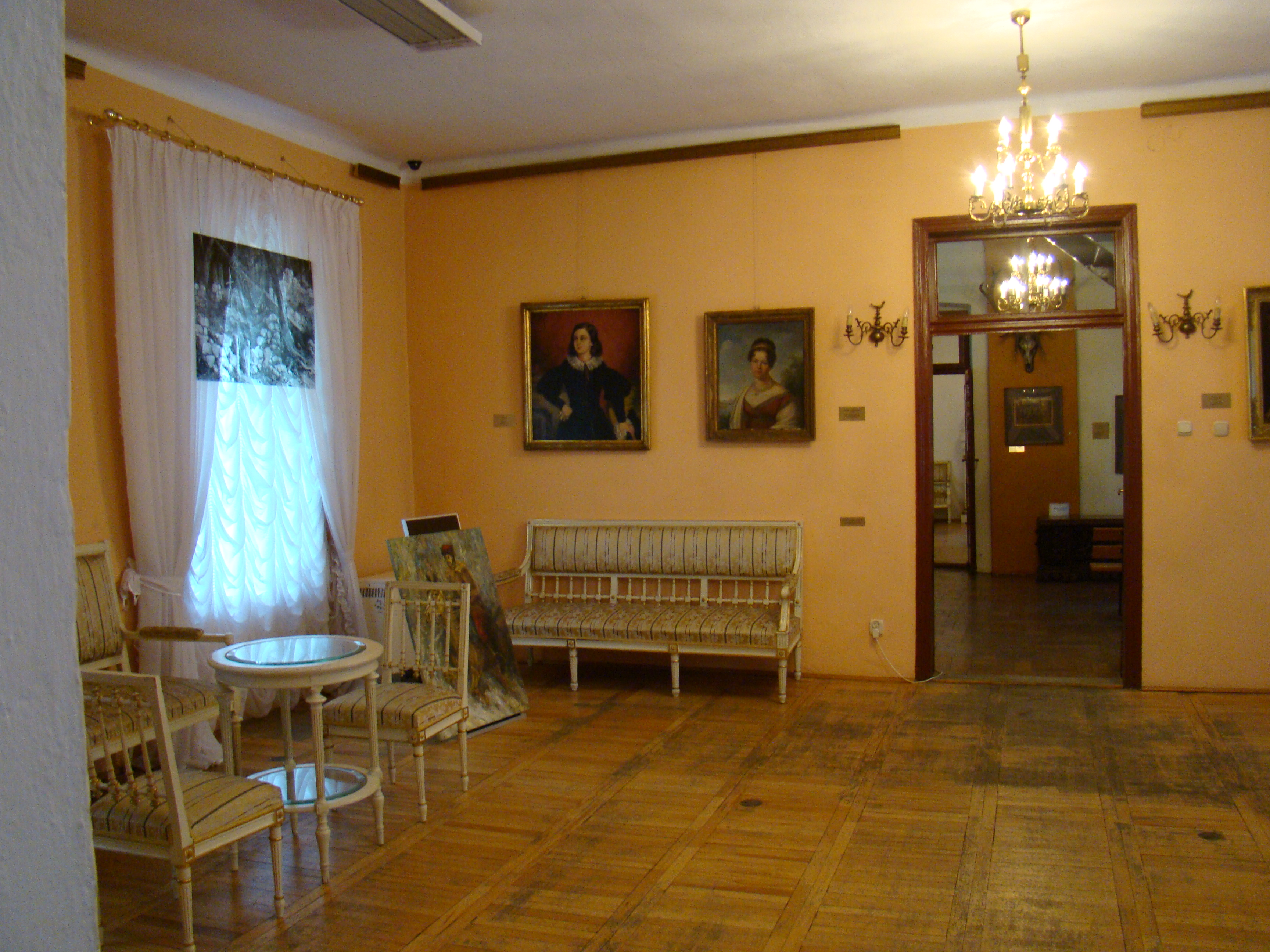
Wnętrze dworku